# Éruption du Santa María en 1902
L'éruption du Santa María en 1902 est une éruption volcanique du Santa María, un volcan du Guatemala, qui dura du 26 au 31 octobre 1902. À l'origine de la formation d'un large cratère volcanique dans lequel apparut le Santiaguito en 1922, elle tua environ 6 000 personnes, ce qui en fait l'une des éruptions les plus meurtrières des temps historiques.